# Grizzly Bear
Grizzly Bear je americká rocková skupina, která vznikla v roce 2002 v New Yorku. Tvoří ji Edward Droste (zpěv, klávesy), Daniel Rossen (zpěv, kytara, klávesy), Chris Taylor (baskytara) a Christopher Bear (bicí). Své první album nazvané Horn of Plenty skupina vydala v roce 2004 a do roku 2012 následovala další tři alba. Skupina rovněž vydala album složené z remixů nazvané Horn of Plenty (The Remixes), kompilační album Shields: B-sides a dvě EP. Producentem většiny nahrávek skupiny je multiinstrumentalista Chris Taylor. Roku 2010 skupina složila hudbu k filmu Blue Valentine.

## Diskografie

### Studiová alba
- Horn of Plenty (2004)
- Yellow House (2006)
- Veckatimest (2009)
- Shields (2012)
- Painted Ruins (2017)

### EP
- Sorry for the Delay (2006)
- Friend (2007)